# Maika Yamamoto
Maika Yamamoto (山本 舞香 Yamamoto Maika?,  Yonago, Tottori, Japón, 13 de octubre de 1997) es una actriz, cantante y modelo japonesa de cine y televisión. Es conocida por su rol como Kaede Kayano en Assassination Classroom (2015) y por interpretar a Rumiko en la película de terror Re/Member (2022), distribuida a través de Netflix.

## Carrera
Yamamoto nació en 1997 en la Prefectura de Tottori, Japón, e hizo su debut en el entretenimiento como la 14.ª Mitsui ReHouse Girl en 2011. Su primer papel actoral llegó en 2011 en la serie de televisión Soredemo, Ikite Yuku de Fuji TV. A la edad de 15 años se mudó a Tokio para asistir a una escuela secundaria privada mientras seguía una carrera como actriz.
En 2015 interpretó el papel de Kaede Kayano en Assassination Classroom, la adaptación cinematográfica del manga de Yūsei Matsui. Ese mismo año interpretó el papel principal como Chiyomi Horikiri, una joven bailarina y escritora que se encoge de tamaño, en la adaptación de Fuji TV de 2015 del manga Minami-kun no Koibito de Shungicu Uchida. El año 2022 protagonizó junto con Kanna Hashimoto la película de terror Re/Member, estrenada en Netflix.
Yamamoto fue modelo exclusiva para Nicola cuando era adolescente. Su primer photobook fue publicado por Kōdansha en marzo de 2018.

## Filmografía

### Cine
| Año  | Título                                              | Rol                | Director(a)                                   |
| ---- | --------------------------------------------------- | ------------------ | --------------------------------------------- |
| 2013 | Madame Marmalade no Ijo na Nazo: Shutsudai Hen      | ,                  | Yoshihiro Nakamura, Noroi Tsuruta, Daiki Ueda |
| 2013 | Madame Marmalade no Ijo na Nazo: Kaito Hen          | ,                  | Yoshihiro Nakamura, Noroi Tsuruta, Daiki Ueda |
| 2014 | Kamen Teacher: The Movie                            | Saeko Kobayashi    | Kentarô Moriya                                |
| 2015 | Z Island                                            | Hyuga              | Hiroshi Shinagawa                             |
| 2015 | Assassination Classroom                             | Kaede Kayano       | Eiichirô Hasumi                               |
| 2016 | Assassination Classroom: Graduation                 | Kaede Kayano       | Eiichirô Hasumi                               |
| 2016 | Cherry Blossom Memories                             | Miku Tono          | Atsushi Ueda                                  |
| 2016 | The Magnificent Nine                                | Natsu              | Yoshihiro Nakamura                            |
| 2017 | Daytime Shooting Star                               | Yuyuka Nekota      | Takehiko Shinjô                               |
| 2017 | The Blue Hearts (segmento Love Letter)              | Ayano Yoshida      | Noboru Iguchi, Ken Iizuka, Shinichi Kudo      |
| 2017 | Teen Bride                                          | Saaya Matsui       | Tsutomu Hanabusa                              |
| 2018 | After the Rain                                      | Mizuki Kurata      | Akira Nagai                                   |
| 2018 | Sunny: Our Hearts Beat Together                     | Ito Serika (joven) | Hitoshi Ône                                   |
| 2018 | Gangoose                                            | Yuki               | Yû Irie                                       |
| 2019 | Tokyo Ghoul S                                       | Tōka Kirishima     | Kazuhiko Hiramaki, Takuya Kawasaki            |
| 2019 | Brave Father Online: Our Story of Final Fantasy XIV | Miki               | Teruo Noguchi, Kiyoshi Yamamoto               |
| 2020 | Tonkatsu DJ Agetarō                                 | Sonoko Hattori     | Ken Ninomiya                                  |
| 2020 | From Today, It's My Turn the Movie                  | Ryoko Morikawa     | Yûichi Fukuda                                 |
| 2022 | Re/Member                                           | Rumiko Hiiragi     | Eiichirô Hasumi                               |

### Televisión
| Año  | Título                                           | Rol                   | Notas               |
| ---- | ------------------------------------------------ | --------------------- | ------------------- |
| 2011 | Still, Life Goes On                              | Futaba Toyama (joven) |                     |
| 2011 | Gō                                               | Sada                  |                     |
| 2012 | Job Guidance for the 13-year-olds and all triers | Maho Tamura           |                     |
| 2012 | Kazoku no Uta                                    | Nozomi Miki           | Episodios 5 y 7     |
| 2012 | Ōoku: The Inner Chambers                         | Nono                  | Episodios 8, 9 y 10 |
| 2013 | Shinryochu: In the Room (心療中 in the Room)     | Tomoka Tenma          |                     |
| 2013 | Mahoro Eki Mae Bangaichi                         | Sonoko Ashihara       |                     |
| 2013 | Ghostly Girl                                     | Risa Kyozuka          |                     |
| 2013 | Kamen Teacher                                    | Saeko Kobayashi       |                     |
| 2013 | 49                                               | Sachi Takami          |                     |
| 2014 | Night Teacher                                    | Rei Ogami             |                     |
| 2015 | Minami-kun no Koibito                            | Chiyomi Horikiri      | Rol principal       |
| 2016 | Yassan                                           | Misaki                |                     |
| 2017 | SR Saitama's Rapper: Mike's Lane                 | Toko                  |                     |
| 2018 | We Are Rockets!                                  | Maki Shibata          |                     |
| 2018 | Could Have Done It Committee                     | Nobuko Machida        | Episodio 5          |
| 2019 | Scams                                            | Misaki Azuma          |                     |
| 2021 | Kotaro Lives Alone                               | Mizuki Akitomo        |                     |